# MLVM
El MLVM (acrónimo en rumano de Mașina de Luptă a Vânătorilor de Munte, Vehículo de Combate de los Cazadores de Montaña) es un vehículo de combate de infantería específicamente diseñado en Rumanía para su uso en terrenos montañosos y puede transportar un cuerpo de asalto de hasta siete tripulantes junto a su tripulación de dos hombres, consistente de comandante y conductor. Éste a su vez lleva provisiones y munición en la avanzada dentro del campo de batalla. Es conocido que Rumanía al menos dispone de 73 de estos vehículos y que aún siguen en servicio activo.

## Características del diseño
El conductor está sentado al frente del vehículo al lado izquierdo con tres periscopios para observación diurna, de los cuales uno puede reemplazarse por un dispositivo de visión nocturna, y tiene una tapa de escotilla de una sola pieza. Atrás del conductor se aloja el comandante del  vehículo, a su vez este cuenta para su entrada/salida de una cubierta de una sola pieza y de tres periscopios de visión diurna, uno de los cuales puede ser elevado para proporcionar una capacidad de observación de 360° del campo de batalla. Aparte, el comandante dispone de una luz infrarroja de marcado y búsqueda de blanco operada desde el interior del blindado.
La torreta es operada por una sola persona; generalmente uno de los ocupantes de tropa, y se sitúa en el centro del casco. Está armada con una ametralladora KPVT de 14,5 mm y una ametralladora PKT de 7,62 mm,  con su conjunto de miras en el lado izquierdo de la torreta. La torreta es igual a la instalada en los blindados TAB-71M (8 × 8) rumanos. Esta torreta Es reconocible por el gran conjunto de miras de visión diurna y van montadas en el lado izquierdo, con una cubierta protectora instalada en forma de rejillas soldadas.
El compartimiento de tropa va situado atrás y dispone de dos salidas en el techo, seis troneras en los laterales del casco, y cada una de estas cubiertas laterales dispone de un sistema asociado de visión diurna compuesto de un periscopio, y en la puertilla trasera del casco hay dos troneras; de todas estas puede abrir fuego el pelotón de tropa embarcado, aparte de contenedores de combustible diésel. Las tropas embarcadas van sentadas en dos bancas laterales que permiten tres ocupantes cada una y el séptimo tripulante funge como el artillero en la torreta.
La suspensión probablemente sea del tipo de barras de torsión, con seis ruedas recubiertas de goma en cada lado, con el piñón impulsor al frente, y en posición opuesta va el piñón de retorno y suspendidos arriba los piñones de tensado y de retorno de las orugas. Algunos blindados se han visto con cinco en vez de seis ruedas.
En adición a las armas de la infantería embarcada en el blindado lleva un lote de granadas antiblindados AG-7. El MLVM es totalmente anfibio, y en el agua se propulsa por sus propias orugas.
La producción del MLVM se ha terminado en años recientes; coincidiendo con la caída de la Unión Soviética, así mismo su comercialización ha sido finalizada por la firma ROMARM, heredera de la firma RATMIL Regie Automoma S.A..

## Historia
Es en líneas externas desarrollado de forma similar al BMP-1, solamente difiere en que es un vehículo específicamente construido para el combate en zonas de alta montaña, en el caso de Rumanía estaría en el teatro de operaciones de los Cárpatos, donde son comunes el difícil acceso y los caminos poco preparados; lo que hace que el BMP-1 sea muy ineficiente en esta clase de entornos. Para éste fin se propuso a RATMIL Regie Automoma S.A. que desarrollara un blindado que se pudiera mover sin dificultades en terrenos escarpados, pero que tuviera una buena potencia de fuego y blindaje apto contra el fuego de infantería y de artillería ligero, por lo que ya llegados al siglo 21 este nivel de protección se hizo muy ineficaz, dadas las lecciones generalmente aprendidas durante los conflictos en Yugoslavia, donde sus pares; el BVP M-60 y el BVP M-80 sufrieron grandes bajas por sus escasos armamento y blindaje; en respuesta a ello, el parque en general de este blindado se sometió a una actualización intensiva, provocada también por la pre-admisión de Rumanía a la Alianza del Atlántico Norte (OTAN).
Basados en la experiencia del desarrollo de la variante local del BMP-1, el MLI-84, la firma rumana Regia Automoma Arsenalul Armatei ha desarrollado un extenso paquete de actualización para el vehículo de combate en terreno montañoso MLVM.
El objetivo de esta actualización, del cual se sabe que es un desarrollo conjunto con cooperación de la firma Tractorul UTB; es el de mejorar totalmente las capacidades y prestaciones del MLVM  y así reducir sus costos operativos y de mantenimiento, mejorando su potencia de fuego y generalmente adaptando las especificaciones del blindado a las estándar en este ramo de la OTAN.

### Armamento
La versión anterior del MLVM está equipada con una torreta operada por un solo tripulante, que monta una ametralladora de calibre 14.5 mm de la referencia KPVT y otra de calibre 7.62 mm de la referencia PKT. Estas armas viejas y de calibre soviético disminuían en potencia de fuego y alcance para muchos de sus probables blancos que se podrían encontrar en cualquier campo de batalla moderno.
Con esto en mente, la nueva firma ROMARM decide instalar el sistema de armas OWS 25R Overhead Weapon Station (OWS), de la firma RAFAEL Armament Development Authority de Israel; que aparte de ser usado por una gran cantidad de países, incluida Rumanía; aparte de ser estándar también en la actualización del MLI-84; es un sistema de armas muy completo que con su adición supone ser capaz de abatir blindados similares y/o más pesados, como los  tanques T-72 o T-90, que en una hipotética confrontación podrían llegar a ser sus más próximos rivales.

### Contramedidas y defensas
Con el fin de mejorar las capacidades de supervivencia en batalla, un sistema de contramedidas con alertas accionadas por láser ha sido integrado, el que permite a la tripulación el prepararse ante la alerta de un misil o un posible impacto de artillería. La plataforma de aviso y de información de la tripulación ante un posible ataque se acciona por medio de un sistema manual o un sistema automático, y una guía láser o un marcador de objetivos láser es la que alerta a los ocupantes por medio de un sistema de alerta acústica el aviso de amenazas de impacto, radiactivas, y el tiempo de detección es elevadamente acertado; pero es de pobres capacidades, ya que sólo alerta, pero no interfiere para inactivar algunos proyectiles, lo que sólo le permite al blindado en su conjunto el evacuar la zona o desplegar su cortina de humo para una posterior evasión.
Dispone de seis lanzagranadas de calibre 81 mm en los lados del casco y cubriendo el arco frontal del vehículo, con su panel de control montado en la posición del comandante del blindado.
Añadido a un periscópio de visión diurna, el comandante del vehículo dispone de un conjunto de observación EC2-55 de segunda generación, desarrollado en cooperación con la firma francesa SAGEM-ODS. Cuenta éste con un aumento desde ×3 hasta los x24, con un ángulo de visión de hasta 24°. Este equipo es un reemplazo directo del sistema previo de periscópio estándar de vista diurna. El conjunto EC2-55 puede detectar objetos a una distancia desde 600 m. hasta los 1.600 m.

### Motorización
Los vehículos estándar del MLVM son movidos por un motor de combustible diésel del modelo 798-05M2 de 4 tiempos y van doblemente turbocargados, con lo que desarrollan al menos 154 hp; y van acoplados a una caja de cambios y a una transmisión de tipo manual.
Este sistema de motorización se reemplazará con motores de origen alemán de las firmas Mercedes-Benz o Deutz refrigerados por aire o agua y con una potencia estimada de entre 340 a 400 hp acoplados a una caja de cambios y transmisión automática. Estos cambios incrementarán el radio de alcance del vehículo de 300 a los 800 km, e incrementarán su velocidad de los 48 del motor anterior a los 65 km/h dado que el consumo de combustible es más eficiente, gracias a su notable incremento en la eficiencia de consumo de combustible por ser de norma EURO III, y la relación peso/potencia se elevará desde los 17,11 hp/t del blindado estándar a los 30 o 35 hp/t de la variante mejorada del vehículo.
La variante estándar del MLVM es totalmente anfibia, siendo propulsada en el agua por sus orugas, y en la variante mejorada del MLVM se mantiene dicha capacidad anfibia y su velocidad en vadeo se ha incrementado de 6 hasta 15 km/h.

### Blindaje
La versión básica del MVLM dispone de un casco y la torreta del blindado hechos totalmente de planchas de aceros especiales soldadas entre sí y están compuestos de una aleación militar especial de alto temple que brinda a los ocupantes del blindado un gran nivel de protección contra el fuego de armas ligeras de infantería y armas pequeñas así como contra esquirlas de proyectiles de mortero y granadas, aparte de un kit adicional de blindaje pasivo que puede ser añadido sin afectar a la movilidad del vehículo. Dada la alta relación peso/potencia del vehículo, éste puede llevar incorporado el citado añadido gracias a su nuevo pack de motorización y, según los fabricantes, su eficiencia no se verá afectada en ningún modo con tal adición, pero se ha de suponer que dependiendo de las zonas protegidas, esto puede crear ciertos inconvenientes a la hora de evacuar o abordar el blindado[cita requerida].

### Sistemas de extinción de incendios y de comunicaciones
Un sistema de detección y supresión de incendios de la firma EADS S & D L'Hotellier ha sido instalado. Este comprende dos subsistemas independientes, que le aseguran una capacidad de rápida y eficiente detección y extinción en ambos compartimientos: el de tropa y el de conducción. Así mismo se dispone de sistemas separados para el motor y el área de tripulación.
Para mejorar las comunicaciones, el equipo de radio existente se ha reemplazado por un nuevo sistema producido en cooperación con la firma inglesa Thales UK. Se sabe que trabaja en la frecuencia VHF y es totalmente compatible con los sistemas de radio de vehículos similares de la OTAN.

## Variantes

### 120 mm Portamortero
Con el fin de alojar un mortero de calibre 120 mm de cargado por portezuela, el techo de la parte trasera en el compartimiento de tropa ha sido retirado y en viajes va cubierto de planchas estilo portezuelas deslizantes con apertura hacia la derecha o izquierda. El mortero calibre 120 mm es denominado en Rumania como el M1982 y a la variante del vehículo se le ha designado el MLVM AR.
Una placa de soporte y un trípode para el mortero son embarcados externamente en el blindado. Para accionar y desplegar el mortero en el suelo anexo al blindado sí son necesarios de acuerdo a las tácticas dispuestas en las operaciones.
Este modelo ha sido visto con dos tipos de trenes de rodaje, se dice que uno de estos es el estándar y similar al del MLVM de tropas, y una segunda variante se ha hecho de metal estampado, y son similares a las usadas en el MLI-84, este es designado como el M1989, y que a su vez dispone de una superestructura mejorada de que incluye una tronera por donde se puede disparar el mortero y un periscopio en cada lado de la estructura, y una nueva puerta de acceso trasera. Adicionalmente, el mortero M1982 ahora puede disparar en movimiento. De éste se sabe que es la variante estándar en servicio del Ejército de Rumanía hoy día.

### Ambulancia
Un pequeño número de variantes en configuración de ambulancia se han construido. En su exterior son similares al ABAL y no llevan armamento alguno.

### ABAL Vehículo de Repostaje en Combate
En su apariencia externa es muy similar al MLI-84 ICV, pero en éste se ha diseñado para el reabastecimiento de munición en las zonas de la avanzada, por ejemplo en combate éste podría acarrear 64 rondas de 100 mm o 104 de calibre 76 mm, con una capacidad de carga total de 2,100 kg. Algunas de las cargas de munición se encuentran listas para el uso en contenedores a cada lado del casco y dispone de puertas externas de acceso en donde se pueden expulsar y/o abastecer los cartuchos a disparar o usados, mientras se reabastece al blindado adyacente de ser el caso. En esta variante se suprime la torreta, y para su defensa sólo dispone de una ametralladora calibre 7.62 mm montada atrás de la posición del conductor con un traverso de 360° y una elevación desde los -5 hasta los +82° grados. El equipamiento estándar se compone de sistemas de protección a entornos ABQ, sistemas de detección y supresión de incendios y dispositivos de radiocomunicaciones.
Las especificaciones de éste son similares a las del MLI-84 excepto por el peso de combate que es de 10.500 kg, y en vacío de 8.400 kg, la presión al suelo es de 0,49 kg/cm2, con un ancho de 2.714 m, una altura de 1,90 m, una velocidad máxima en las vías de 32 km/h, un alcance efectivo de sólo 660 km, y un rango a campotraviesa de 383 km, siendo su capacidad de combustible de 450 litros.

## Usuarios
- Rumania

796 unidades según algunas fuentes.
73 más 15 adicionalmente construidos según otras fuentes. Se sabe que los del primer lote fueron actualizados con nuevos sistemas de armas y contramedidas, pero el número de unidades en servicio es desconocido.